# VarVar
VarVar était un programme P2P basé sur le protocole Kademlia. Il prend son inspiration d'eMule pour la gestion des sources et le téléchargement par sources incomplèteʂ.
Le noyau du programme est écrit en Java, tandis que l'interface utilisateur sera accessible par n'importe quel navigateur web.
Sorti en 2002, son développement n'a pas duré plus d'une année.